# Lupak
Lupak (rum. Lupac, mađ. Kiskrassó) općina je i istoimeno naselje u županiji Caraş-Severin, u rumunjskom dijelu Banata. Općina je naseljena Hrvatima Krašovanima koji čine gotovo jedino stanovništvo, s dobro očuvanim hrvatskim jezikom.

## Naselja
Općina Lupak podijeljena je na četiri naselja.
- Klokotič
- Lupak
- Ravnik
- Vodnik

## Stanovništvo
Prema popisu stanovništva iz 2002. godine općina Lupak imala je 3.023 stanovnika, a apsolutnu većinu u svima naseljima imali su Hrvati.

### Poznate osobe
- Milja Šera, hrvatski pjesnik[2]

### Etnička pripadnost
- Hrvati 93,38 %
- Rumunji 5,32 %
- Nijemci 0,52 %
- Romi 0,23 %
- ostali 0,51%

### Religija
- rimokatolici 95,33 %
- pravoslavci 4,03 %
- adventisti 0,26 %
- ostali 0,35%

### Jezična pripadnost
- hrvatski 93,45 %
- rumunjski 5,29 %
- njemački 0,49 %
- ostali 0,74%

## Vanjske poveznice
- MVPEI.hr, Hrvatska nacionalna manjina u Rumunjskoj  Arhivirana inačica izvorne stranice od 11. ožujka 2009. (Wayback Machine)
- Satelitska snimka Lupaka
- Informacije o općini Lupak